# SBS9
SBS9 is een Nederlandse commerciële televisiezender die onderdeel is van Talpa TV.

## Geschiedenis
In het najaar van 2013 maakte SBS Broadcasting bekend een vierde zender, met een vrouwelijk profiel, te willen starten. De toenmalige directeur van SBS Broadcasting Remko van Westerloo maakte eind september 2014 bekend dat deze zender SBS9 ging heten en in januari 2015 zou beginnen met uitzenden.
SBS9 zond voornamelijk series, films en herhalingen uit van SBS6, Net5 en Veronica. Ook werden er sinds 2018 af en toe voetbalwedstrijden uitgezonden die door verschillende redenen niet op SBS6 of Veronica konden worden uitgezonden.
Op 13 augustus 2015 maakte SBS bekend dat de live-uitzendingen van Hart van Nederland en Shownieuws voortaan op deze zender te zien zouden zijn wanneer SBS6 Champions League-voetbal uitzond. In 2020 en 2021 was dit weer het geval. Hierdoor werden Hart van Nederland en Shownieuws vanaf 22:30 uur live uitgezonden op SBS9 en later herhaald op SBS6 na afloop van de nabeschouwingen rondom het voetbal.

### Viaplay TV
Op 2 april 2024 werd bekend dat Talpa Network een samenwerkingsovereenkomst had gesloten met Viaplay. Als onderdeel van deze overeenkomst werd SBS9 per 5 april 2024 hernoemd naar Viaplay TV. De zender stelde het aanbod van Viaplay centraal, waaronder de Formule 1-races, voetbalwedstrijden uit de Premier League en Bundesliga en dartstoernooien van de PDC.

### Terugkeer van SBS9
Op 17 februari 2025 kondigen Talpa Network en Viaplay Group aan dat SBS9 per 15 maart terugkeert op haar oude kanaal (van Talpa Network), en dat Viaplay TV een eigen nieuw kanaal wordt van Viaplay Group. De SBS9-programmering zal wederom bestaan uit films, herhalingen van SBS6-programma's en series.

## Beeldmerk

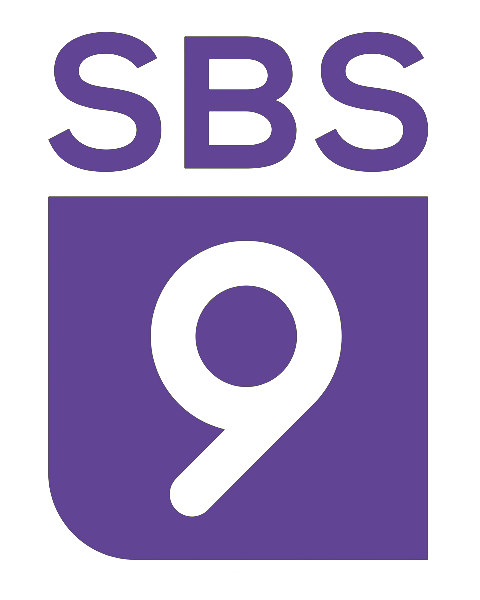
2015–2018
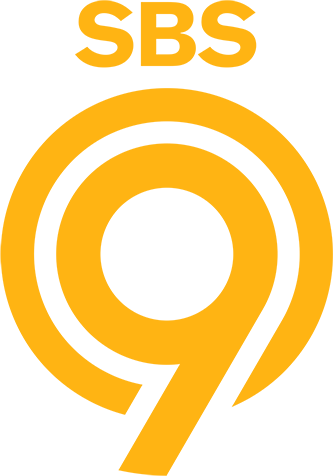
Na 2018

Lijst van televisiekanalen in Nederland